# Amikacine
Amikacine is een antibioticum dat behoort tot de groep aminoglycosiden. Het wordt vooral gebruikt bij de behandeling van multiresistente gramnegatieve ziekenhuisbacteriën zoals Pseudomonas aeruginosa, Acinetobacter en de Enterobacteriën. De stof is door de WHO op de lijst van essentiele medicijnen geplaatst.